# Batalla del Cap Bon (468)
|  | Per a altres significats, vegeu «Batalla del Cap Bon». |

La batalla del Cap Bon fou un conflicte militar que es produí el 468 durant una expedició conjunta de l'Imperi Romà d'Occident i l'Imperi Romà d'Orient encapçalada per Basilisc contra la capital vàndala de Cartago. La invasió del Regne dels Vàndals fou una de les operacions amfíbies de major envergadura de l'antiguitat, amb 1.132 naus i més de 50.000 homes implicats.
Un atac sorpresa de brulots vandàlics davant del Promontori de Mercuri (llatí: Promontorium Mercurii), actualment conegut com a Cap Bon, sembrà el caos en la flota romana, que intentava desembarcar prop de Cartago. La flota vàndala aconseguí enfonsar més de 100 naus romanes. Uns 10.000 soldats i mariners romans moriren durant la batalla. L'acció deixà les forces romanes massa dispersades per intentar un desembarcament i l'expedició fou un fracàs total.
Es considera que aquesta batalla condemnà l'Imperi Romà d'Occident, que sense els recursos de l'antiga província romana d'Àfrica ja no podia reunir un exèrcit prou gran per defensar-se dels seus nombrosos enemics.